# 順嬪
顺嫔（1809年—1868年），辉发那拉氏，清朝道光帝之嫔。

## 生平
嘉庆十四年（1809年）二月初六日子时出生。道光四年三月十四日，宮中新添顺常在，同年九月，晋為顺贵人。道光七年九月二十五日，曹進昇請得順貴人「脉息沉緩，系濕流注之症，以致左胁下紅腫堅硬，疼痛不安，飲食懶，塊破流血水」，便讓順貴人每晚飲用托里排膿湯，有助清熱解毒，活血消瘀。道光八年已降為順常在。道光八年，在西花園養病的順常在病危，內務府大臣禧恩、穆彰阿等人預先安排順常在的喪儀事宜，後晉為順貴人。道光九年三月初三日，降为顺常在，位下裁减官女子一人。
道光十五年，承乾宮順常在位下的十四歲官女子二妞，因為平時做活不好又愛偷吃食物，所以屢次被順常在下令責打，最後二妞因氣不過而在園內自縊身亡。道光十七年十月，順常在因為「肺胃熱盛、外受風凉」，以致「惡寒、胸胁脹痛、牙齦宣腫，牽引咽喉作痛，飲食難下」，至十月二十七日，「諸症俱好，惟餘熱稍有未凈」。
道光三十年，被剛登極的咸豐帝尊封為顺贵人。咸丰十一年，尊封為顺嫔。順嬪封號「順」字的滿文為「ijishūn」，意為「順從」、「適合」、「順利」。同治元年二月，內務府為道光帝和咸豐帝妃嬪安排會親，定於二月二十二日，成妃、順嬪會親，會親時間從早上卯時開始，至傍晚酉時結束，親族人等經壽安宮右門出入。同治七年三月十九日逝世，享年六十岁。同年四月初七日，暂安田村。同治十一年四月十三日辰时，与李贵人一同奉移慕东陵西配殿。同治十二年二月十五日，奉安慕东陵。